# Вербова Балка (Первомайський район)
Ве́рбова Ба́лка — село в Україні, у Первомайській міській громаді Первомайського району Миколаївської області. Населення становить 182 особи.

## Населення

### Мова
Розподіл населення за рідною мовою за даними перепису 2001 року:
| Мова            | Кількість | Відсоток |
| --------------- | --------- | -------- |
| українська      | 159       | 87.36%   |
| російська       | 12        | 6.59%    |
| румунська       | 8         | 4.40%    |
| болгарська      | 1         | 0.55%    |
| інші/не вказали | 2         | 1.10%    |
| Усього          | 182       | 100%     |

1. ↑  Рідні мови в об'єднаних територіальних громадах України — Український центр суспільних даних